# National Historic Landmark

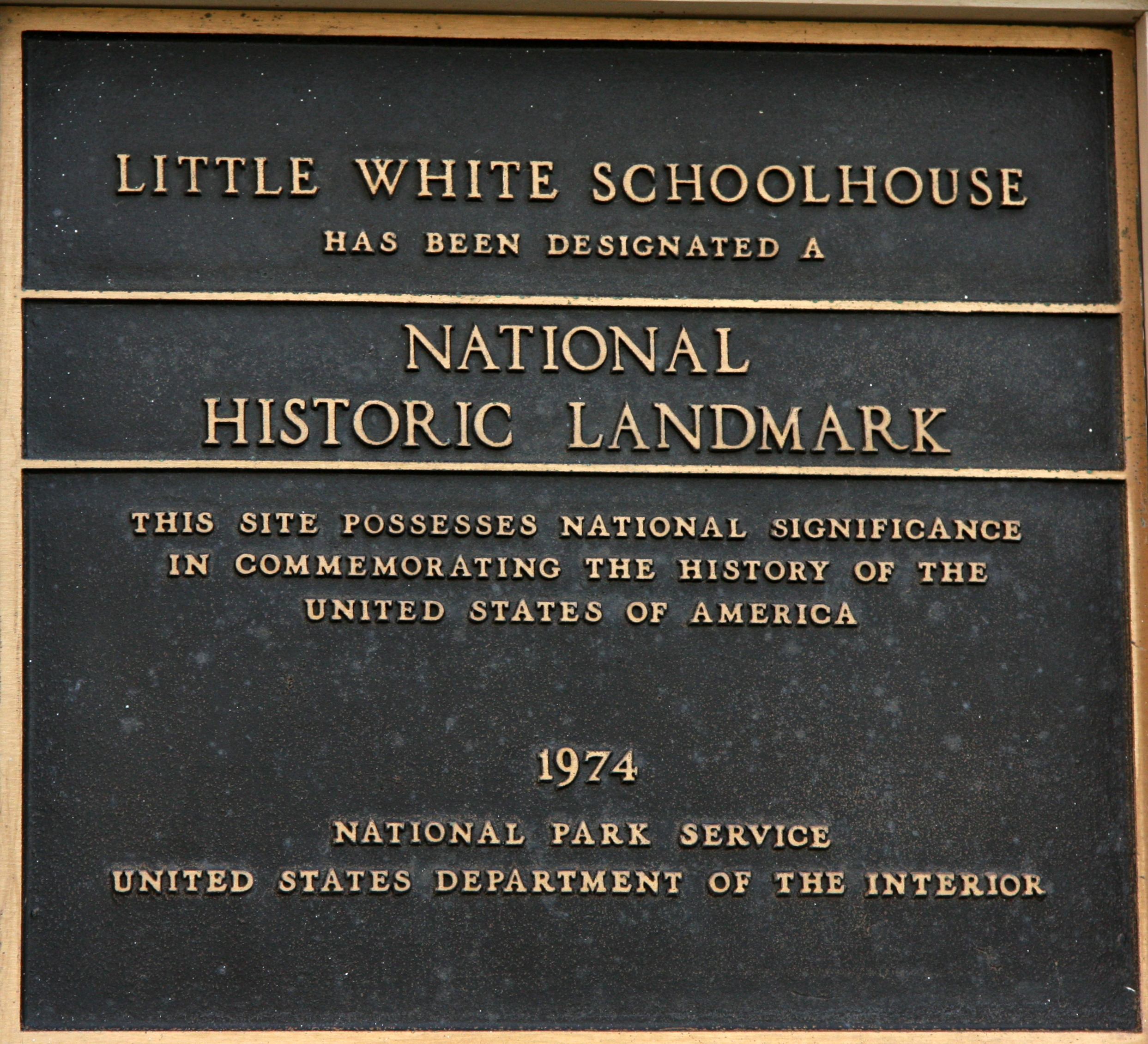
Insegna di un luogo classificato come National Historic Landmark

Negli Stati Uniti, un National Historic Landmark, traducibile come monumento nazionale, è un edificio, un monumento o un luogo che possiede un interesse storico di livello nazionale riconosciuto ufficialmente. Nel 2003, i monumenti storici nazionali statunitensi erano meno di 2500, cioè circa 4% delle unità iscritte al National Register of Historic Places. I National Historic Landmark non sono monumenti che godono di una particolare protezione: la legge federale non dà alcun obbligo specifico per il proprietario. In compenso, gli aiuti federali possono essere accompagnati da diverse obbligazioni di messa in valore. Gli enti locali possono anche adottare misure per la preservazione dei landmark.

## Scelta dei luoghi
Il National Historic Landmark è scelto dal Segretario degli Interni degli Stati Uniti con parere del National Park Service, che è incaricato della gestione delle unità. I luoghi sono scelti con questi criteri:
- quelli dove si sono verificati eventi storici nazionali
- quelli dove hanno vissuto o lavorato personaggi famosi
- quelli che comprendono ideali che hanno dato lustro alla nazione
- le costruzioni notevoli
- le aree che caratterizzano un certo modo di vita
- le zone archeologiche ricche d'informazioni.

Lavorando con i cittadini, il programma del National Historic Landmarks elabora i suoi progetti sotto la competenza del National Park Service, che è incaricato di nominare i nuovi monumenti e mantenere i monumenti storici esistenti.
Esiste anche un'associazione, la National Historic Landmark Stewards Association, che opera per mantenere, proteggere e promuovere questi monumenti storici.